# Henri Pérus
Pour les articles homonymes, voir Pérus.
Henri Pérus est un entraineur de football français né le 12 février 1915 à Fontaine-Notre-Dame et mort le 10 juillet 1973 à Lille.

## Biographie
Henri Pérus est entraineur de football à Douai dans le département du Nord. Après cette expérience, il s'occupe d'un café dans la petite commune voisine d'Aubigny-au-Bac.
Après huit journées du championnat de France de Division 2 1950-1951, le club de l'Union sportive Valenciennes-Anzin est dernier au classement. De plus, malgré le soutien financier de la ville, la situation financière du club reste tendue. Ceci amène le bureau directeur de l'US Valenciennes-Anzin a démissionner. Le nouveau bureau présidé par André Dubois décide de nommer en novembre 1950 Henri Pérus comme nouvel entraineur,.
Henri Pérus parvient alors à redresser sportivement l'USVA, qui termine le championnat à la douzième place sur dix-huit. Les plus beaux succès du club sont acquis en Coupe de France, avec les éliminations successives de Calais, du Cercle athlétique de Paris et du Lille Olympique Sporting Club en 32e, 16e puis 8e de finale.
En quart de finale, Valenciennes-Anzin rencontre le Racing Club Paris, qui est finaliste des deux dernières Coupes de France et pensionnaire, tout comme Lille, du championnat de Division 1. Pour contrer la supériorité technique des Parisiens, Henri Pérus choisit d'axer la préparation de son équipe sur le physique. Ce choix est payant puisque l'USVA parvient à obtenir un match nul 2-2 et à remporter le match d'appui 1-0,.
Après une demi-finale remportée 3-1 face à l'AS Saint-Étienne, l'USVA est opposé en finale au Racing Club de Strasbourg entrainé par Charles Nicolas. Le capitaine de l'USVA, Rémy Equipart, revient de blessure mais Henri Pérus, fidèle à ses principes d'un jeu physique, décide de ne pas le faire jouer. Les Valenciennois s'inclinent finalement 3-0 face aux Strasbourgeois.
Henri Pérus quitte ensuite l'USVA à la fin de la saison 1950-1951.

## Palmarès d'entraineur
- Finaliste de la Coupe de France de football 1950-1951 avec l'US Valenciennes-Anzin